# Dan Payne (acteur)
Pour les articles homonymes, voir Dan Payne et Payne.

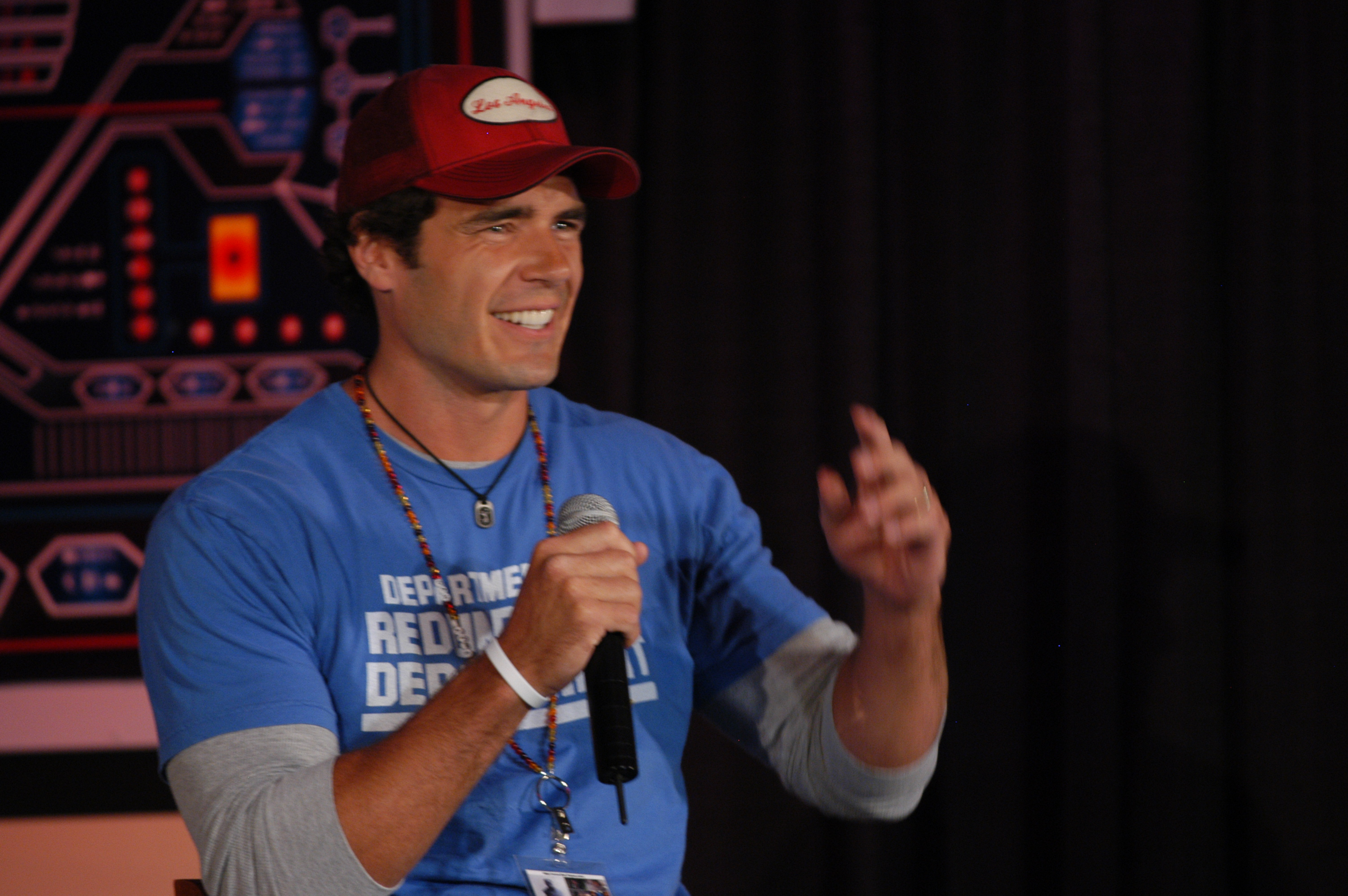
Dan Payne lors de la convention Gatecon à Vancouver en juillet 2005.

Dan Payne, né le 4 août 1972, est un acteur canadien né à Victoria, en Colombie-Britannique (Canada).

## Biographie
Né Daniel Boyd Payne le 4 août 1972 à Victoria, Colombie Britannique, Canada.
Il mesure 1,93 m pour 105 kg. Dan Payne est marié à Daylon Payne et est le père de trois garçons.

## Carrière
Dan Payne est notamment connu pour ses rôles de créatures et monstres en tout genre, notamment dans des séries de sciences fiction connues telles que Stargate, Mech-X4, Sanctuary, Battlestar Gallactica, Legends of Tomorrow ou encore Star Trek. À cause du maquillage et des costumes, on ne le reconnait que peu souvent. En revanche, il a obtenu plusieurs rôles en tant que lead qui l'ont fait connaitre auprès du public. On peut noter ses rôles dans Mulligans, Alice I think et Descendants qui lui ont apporté une certaine renommée.

## Filmographie

### Cinéma
- 2002 : Ambition fatale (Cover Story) : Uniformed Cop
- 2005 : À chacun sa vérité (Truth) (vidéo) : Rick Moore
- 2006 : LovecraCked! The Movie : Mark (segment 'BugBoy')
- 2006 : John Tucker doit mourir (John Tucker Must Die) : Skip #6
- 2007 : Will of the Wisp : Husband
- 2007 : Unbearable Love : Walter
- 2008 : The Auburn Hills Breakdown : Dan
- 2008 : Mulligans : Nathan Davidson
- 2009 : Blood: A Butcher's Tale : Victor
- 2009 : Watchmen : Les Gardiens : Dollar Bill
- 2009 : Ruslan : Sergei
- 2012 : La Cabane dans les bois : Mathew Buckner
- 2013 : L'Ordre des Gardiens (The Hunters) de Nisha Ganatra : Carter Flynn
- 2022 : Corrective Measures - Mutants surpuissants (Corrective Measures) de Sean O'Reilly :  Payback

### Télévision

#### Séries télévisées
- 2001 : MythQuest (saison 1, épisode 9) : Osiris
- 2002-2005 : Stargate SG-1 (15 épisodes) : Kull Warrior
- 2003 : Just Cause (saison 1, épisode 17) : Chris
- 2003 : Smallville (épisodes 2x23 & 3x02) : Lexcorp Airport Security
- 2004 : The L Word (saison 1, épisode 1) : Policier
- 2004 : The Chris Isaak Show (saison 3, épisode 12) : Patrick
- 2004 : Dead Like Me (saison 2, épisode 11) : Walter
- 2004-2008 : Stargate Atlantis (épisodes 1x01 / 2x03 / 3x04 / 3x09 / 4x12) : Wraith Warrior / Lt. Reed / Big Wraith / Kull Warrior / Male Wraith (non crédité pour le dernier)
- 2006 : Saved (saison 1, épisode 7) : Jonathan Locker
- 2006 : Whistler (saison 1, épisode 10) : Colin
- 2006 : Alice, I Think (13 épisodes) : John MacLeod
- 2007 : Sanctuary (mini-série) : Corporate Vampire
- 2008 : Robson Arms (saison 3, épisode 3) : Richard
- 2008 : The Triple Eight (saison 1, épisode 2) : Handsome Boyfriend
- 2009 : Battlestar Galactica (saison 4, épisode 20) : Sean Ellison
- 2010 : Human Target (saison 1, épisode 9) : Foster Larouche
- 2010 : Tower Prep (7 épisodes) : Coach
- 2011 : Facing Kate (saison 1, épisode 6) : Nick Grunyan
- 2011 : Om Inc. : Rash Customer
- 2011 : Divine: The Series (mini-série) : Cesar Divine
- 2011-2013 : L'Heure de la peur (7 épisodes, différents rôles) : Green-Eyed Wolf / Tall Businessman / Big Yellow Mascot / Officer Griggs / The Golem / Wraith
- 2012-2013 : Les Portes du temps : Un nouveau monde (saison 1, épisodes 7, 10 & 11) : Major Douglas
- 2013 : Health Nutz (saison  2, épisodes 5 & 6) : Walter
- 2014 : Arctic Air (saison 3, épisode 1) : TJ
- 2014 : Supernatural (saison 9, épisode 10) : Alexander Sarver / Abner
- 2014 : Once Upon a Time in Wonderland (saison 1, épisode 12) : Captain of the Guard
- 2015 : Strange Empire (saison 1, épisodes 10, 12 & 13) : Casper
- 2016 : Soupçon de magie (10 épisodes) : John Dover
- 2016 : Dead of Summer : Un été maudit (saison 1, épisodes 7 & 10) : Jack Sykes
- 2016 : Legends of Tomorrow (saison 2, épisode 2) : Obsidian
- 2017 : Les Voyageurs du Temps (saison 2, épisode 12) : Tall Man #4
- 2017-2018 : Mech-X4 (13 épisodes) : Traeger
- 2018 : iZombie (saison 4, épisode 2) : Carlton Clerg
- 2018 : Once Upon a Time (saison 7, épisode 17) : Ivo
- 2019 : Flash (saison 5, épisode 15) : Shay Lamden
- 2019 : Nesting (saison 1, épisode 2) : Dan
- 2019 : Gabby Duran, baby-sitter d'extraterrestres (saison 1, épisode 8) : Bruce
- 2021 : Les Petits Champions : Game Changers (saison 1, épisode 4) : Harris LaRue
- 2021 : Associées pour la loi (saison 1, épisode 1) : Mark Bridger
- 2022 : Virgin River (saison 4, épisode 7 & 8) : Nate Brenner

#### Téléfilms
- 2002 : Joyeux Muppet Show de Noël (It's a Very Merry Muppet Christmas Movie) de Kirk R. Thatcher (en) : Handsome Executive
- 2002 : La Reine des neiges (Snow Queen) : Polar Bear Puppeteer / Polar Bear Prince
- 2003 : A Screwball Homicide
- 2003 : Another Country : Cop #2
- 2004 : Pryor Offenses de Adam Bernstein : Randall
- 2005 : Le Magicien d'Oz des Muppets (The Muppets' Wizard of Oz) : Weatherman
- 2007 : Deux princesses pour un royaume : Longcoat Leader (non crédité)
- 2007 : Ma femme, mon ex... et moi ! (The Secret Lives of Second Wives) de George Mendeluk : Alex
- 2009 : Health Nutz de Tony Dean Smith : Walter Schultz
- 2010 : Ma vie est un enfer (A Family Thanksgiving) de Neill Fearnley : Bill
- 2014 : Trahie par le passé (Buried Secrets) de Monika Mitchell : Barry Trent
- 2015 : Descendants de Kenny Ortega : La Bête
- 2015 : Aurora Teagarden : Un Crime en héritage (Aurora Teagarden Mystery: A Bone to Pick) de Martin Wood : Torrance
- 2016 : Ma nounou est un homme ! (All Yours) de Monika Mitchell : Matthew (VF : Constantin Pappas)
- 2016 : Arrachée à mon enfant (Cradle of Lies) de David Winning : Peter Vaughn
- 2016 : Stranger in the House de Allan Harmon : Luke
- 2016 : L'instinct d'une mère (A Mother's Suspicion) de Paul Shapiro : Connor Hodges
- 2016 : Le mariage de la dernière chance (A Time to Dance) de Mike Rohl : John Reynolds
- 2017 : Descendants 2 de Kenny Ortega : La Bête
- 2017 : Psych: The Movie de Steve Franks : EP Henchman #1 (non crédité)
- 2017 : Un Noël traditionnel (Christmas Getaway) de Mel Damski : William
- 2018 : Alien ate my homework : Capitaine Grakker
- 2019 : Descendants 3 de Kenny Ortega : La Bête
- 2020 : Enquêtes d'amour : une fiancée trop parfaite (Matchmaker Mysteries : A Killer Engagement) de David Mackay : Ethan Plume
- 2020 : Christmas She Wrote de Terry Ingram : Dan
- 2021 : Descendants : Le Mariage royal (Descendants: The Royal Wedding) (court-métrage) de Salvador Simó : La Bête (voix)
- 2021 : Piégée par mon mari (Her Husband's Secret Life) de Sam Fichtner : Rick Lowe
- 2021 : Journey of My Heart de Lucie Guest : Davis Bell
- 2023 : Coup de foudre en cadeau pour Noël avec  Teri Hatcher
- 2023  : Noël au   chalet  avec Teri Hatcher